# HD 43691 b
Coordenadas:  06h 19m 34.6771s, +41° 05′ 32.302″
HD 43691 b es un exoplaneta masivo del tipo Júpiter caliente, localizado aproximadamente a 304 años luz en la constelación del Auriga. No se conoce su masa cierta, tan solo su masa mínima, debido a que el método empleado para su detección no permite conocer su inclinación orbital. Este planeta orbita muy cerca de su estrella, más cerca que Mercurio del Sol.